# Osmoxylon eminens
Osmoxylon eminens là một loài thực vật có hoa trong Họ Cuồng cuồng. Loài này được (W.Bull) Philipson mô tả khoa học đầu tiên năm 1976.